# Der Rubin
Der Rubin ist der Name einer Märchenhandlung von Friedrich Hebbel, die in zwei Fassungen vorliegt: als Märchenerzählung (1837, veröffentlicht 1843) und als „Märchen-Lustspiel“ in drei Akten (1849). Die Dramenfassung wurde am 21. November 1849 im Wiener Hofburgtheater uraufgeführt und erschien 1851 im Druck. Sie ist Gustav Kühne gewidmet, mit dem Hebbel einen Briefwechsel zur Entstehung des Stücks führte.

## Inhalt

### Novellenfassung
Auf dem Markt von Bagdad entdeckt der junge Türke Assad einen Rubin, der auf ihn eine geheimnisvolle Anziehungskraft ausübt. Der Juwelier erklärt den Edelstein für unverkäuflich und will Assad stattdessen einen Ring schenken, doch der Jüngling schlägt dies aus und stiehlt kurzerhand den Stein. Er wird jedoch auf der Flucht gestellt und unverzüglich vor den Kadi geführt, der ihn für den Diebstahl zum Tod verurteilt. Assad fügt sich in sein Schicksal, erbittet jedoch, den Rubin noch bis zur Vollstreckung des Urteils in den Händen halten zu dürfen. Unmittelbar vor der Hinrichtung wird Assad jedoch von einem geheimnisvollen Greis auf wundersame Weise an einen fernen Ort entführt. Assad erfährt nun, dass der Stein eigentlich das Grab einer verzauberten Prinzessin sei, und dessen rote Farbe von ihrem Blut herrühre. Der Greis erklärt noch, wie die Prinzessin vorübergehend aus ihrem Bann befreit werde könne, dann verschwindet er. Um Mitternacht vollzieht Assad den beschriebenen Zauber, und es gelingt ihm tatsächlich, die wunderschöne Prinzessin aufzuwecken. Auf die Frage, ob er sie endgültig erlösen könne antwortet sie, dass dies niemand vollbringen könne, weil diese Aufgabe viel zu leicht sei. Danach erstarrt sie wieder in dem Rubin. – Ein Jahr später begegnet Assad einem alten Mann, der die Schönheit des zufällig erblickten Rubins lobt. Er gibt sich als der Sultan zu erkennen, der seit langer Zeit auf der Suche nach seiner vermissten Tochter ist. Er möchte Assad den Stein abkaufen, da ihn dieser seltsam an seine Tochter erinnert habe. Assad lehnt dies ab und wirft den Stein, um ihn nicht in fremde Hände gelangen zu lassen, kurzerhand in den Fluss. Unmittelbar darauf erscheint die Prinzessin wieder: Assad hat unbewusst den Bann gelöst, indem er den Rubin freiwillig weggab, anstatt ihn wie alle Vorbesitzer selbstsüchtig für sich selbst zu behalten. Dankbar gibt der Sultan ihm seine Tochter zur Frau und erklärt ihn zum Erben seines Reiches.

## Bearbeitungen
Das Märchen wurde von dem Komponisten Eugen d’Albert zu der Oper Der Rubin (1893) bearbeitet. Albert Jenny vertonte es als Märchen-Oper Der Rubin (1938) für die Schulbühne.

## Ausgaben
- Friedrich Hebbel: Der Rubin. In: Theodor Mundt (Hrsg.): Der Freihafen. 6. Jahrgang, 1843, Heft 1, Hammerlich, Altona 1843, S. 157–188 (Digitalisat in der Google-Buchsuche).
- Friedrich Hebbel: Der Rubin. Ein Märchen-Lustspiel in drei Acten. Carl Geibel, Leipzig 1851, urn:nbn:de:bvb:12-bsb10125253-1.